# Compromis des trois-cinquièmes
Le compromis des trois-cinquièmes (Three-fifths compromise) est un compromis établi lors de la Convention de Philadelphie de 1787 entre les colonies du Nord et du Sud. Ce compromis considère, dans les règles de comptage des personnes représentées à la Chambre des représentants, qu'un esclave est comptabilisé à hauteur de trois cinquièmes d'un homme libre. Ce compromis proposé par James Wilson et Roger Sherman fut inscrit dans la Constitution des États-Unis, dans l'article premier, section 2, clause 3 :

« Sont à l'origine comprises dans la population d'un État toutes les « personnes libres », trois-cinquièmes des « autres personnes » »

La question était importante, car le décompte des populations serait ensuite utilisé pour déterminer le nombre de sièges attribué à chaque État à la Chambre des représentants. Le Compromis des Trois-Cinquièmes a donné une représentation disproportionnée des États esclavagistes à la Chambre des Représentants par rapport aux électeurs dans les États libres jusqu'à la guerre de Sécession. La section 2 du quatorzième amendement adopté en 1868 a explicitement abrogé le compromis.